# Mu Columbae
Mu Columbae è una stella fuggitiva nella costellazione della Colomba, distante 1320 anni luce dalla Terra.

## Osservazione
Si tratta di una stella situata nell'emisfero celeste australe. La sua posizione moderatamente australe fa sì che questa stella sia osservabile specialmente dall'emisfero sud, in cui si mostra alta nel cielo nella fascia temperata; dall'emisfero boreale la sua osservazione risulta invece più penalizzata, specialmente al di fuori della sua fascia tropicale, e risulta invisibile più a nord della latitudine 58° N. La sua magnitudine pari a 5,15 fa sì che possa essere scorta solo con un cielo sufficientemente libero dagli effetti dell'inquinamento luminoso.

## Caratteristiche fisiche
Mu Colombae è una stella di tipo O, una calda nana blu di sequenza principale avente una temperatura superficiale di 33.700 K ed una massa oltre 11 volte superiore a quella del Sole. La magnitudine apparente di Mu Colombae è 5,15 ed è una sospetta stella variabile.
Sembra sia stata espulsa, assieme a AE Aurigae e 53 Arietis, dalla regione della Nebulosa di Orione per cause non ancora chiarite con certezza. Pare, studiando le traiettorie delle due stelle nel passato, che queste incrociarono i propri cammini circa 2,5 milioni di anni fa, e che avevano come punto d'origine il Trapezio assieme a Iota Orionis, una stella binaria le cui componenti, piuttosto vicine tra loro, hanno un'orbita molto eccentrica. La teoria è che si produsse in quel momento una collisione tra due sistemi binari, il cui risultato fu quello di due stelle che si intercambiarono di posizione, e altre due, Mu Columbae e AE Aurigae appunto, che furono scagliate a gran velocità attraverso lo spazio, complice, molto probabilmente, anche l'esplosione di supernova di una componente del sistema, così come è avvenuto, per esempio, a Zeta Ophiuchi.